# Konstantin Voskoboïnik
Konstantin Pavlovitch Voskoboïnik (en russe : Воскобойник, Константин Павлович) né en 1895 à Smila (Empire russe) et mort le 8 janvier 1942 à Lokot (République Lokot) est un homme politique russe, membre du mouvement vert pendant la guerre civile et collaborateur de l'Allemagne nazie pendant la Seconde Guerre mondiale

## Biographie
Né en 1895 dans une famille d'ouvriers du rail, il entra à l'université de Moscou en faculté de droit, en 1915. Dès 1916, il partit au front comme volontaire. En 1919, il participa à la guerre civile russe du côté des rouges et s'y distingua comme bon soldat. En 1920 il fut blessé et démobilisé de l'Armée rouge, étant dans l'incapacité physique d'encore servir dans l'armée . 
Durant les années 1920 il participa aux révoltes paysannes contre le pouvoir soviétique.
Cela lui valut des problèmes avec le Guépéou et un exil de trois ans à Novossibirsk.
En 1938 il se retrouva dans le village de Lokot où il fit la connaissance de Bronislaw Kaminski.
Il écrivit le manifeste du Parti national-socialiste de Russie (ru). Il devint, à ce titre, l'objet des attentions du NKVD comme ennemi idéologique du régime soviétique.
Avec Bronislaw Kaminski, ils organisèrent le gouvernement autonome de Lokot (appelé République de Lokot par les Allemands) à l'automne 1941, dont Voskoboïnik devint le premier bourgmestre.
Dans la nuit du 8 janvier 1942, des partisans soviétiques emmenés par Alexandre Sabourov (en) attaquèrent la caserne de la police de Lokot. Voskoboïnik fut blessé.
Des médecins allemands accoururent de la ville d'Orel mais ne purent le sauver. Il mourut le jour même. Bronislaw Kaminski remplit alors les fonctions de bourgmestre de la République de Lokot, qui exista jusqu'en août 1943. Leonid Rein écrit que l'historien allemand Rolf Michaelis avance l'idée que Kaminski n'était pas étranger a la mort de Voskoboïnik.